# Hamideh Mohagheghi

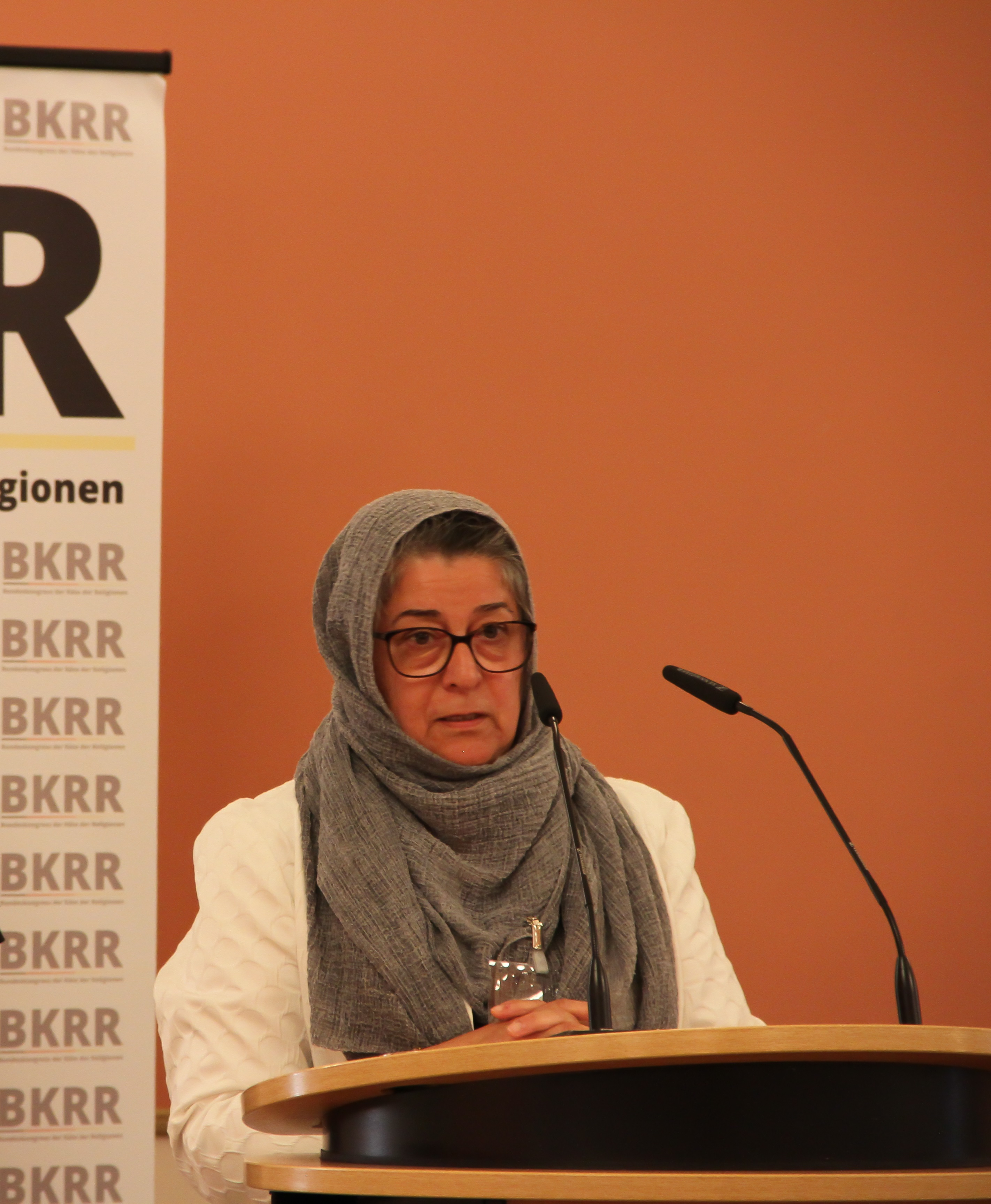
Hamideh Mohagheghi beim Bundeskongress der Räte der Religionen in Berlin 2022

Hamideh Mohagheghi (* 15. November 1954 in Teheran) ist eine aus dem Iran stammende Juristin, islamische Theologin und Religionswissenschaftlerin. 
Sie ist Mitbegründerin des islamischen Frauennetzwerkes Huda, ehemalige Vorsitzende der Muslimischen Akademie in Deutschland und Wissenschaftliche Mitarbeiterin am Zentrum für Komparative Theologie und Kulturwissenschaften für die islamische Theologie an der Universität Paderborn.

## Leben und Wirken
Nach dem Abitur am Asefi-Gymnasium in Teheran studierte sie bis 1976 Rechtswissenschaft an der Nationaluniversität Iran (heute Schahid-Beheschti-Universität) in Teheran. 1977 immigrierte sie in die Bundesrepublik Deutschland und studierte Rechts- und Religionswissenschaft an der Universität Hannover. Nach langjähriger informeller Ausbildung in der islamischen Theologie nahm sie von 1994 bis 1997 an der Aus- und Fortbildung in islamischer Theologie der Initiative für Islamstudien in Hamburg teil.
Mohaghegi ist in Fachkreisen insbesondere durch ihre umfangreiche Vortragstätigkeit zu Themen des Islam, insbesondere der Stellung der Frau im Islam und des islamischen Lebens in den westlichen Gesellschaften, bekannt geworden. 
Auf Evangelischen Kirchentagen und Katholikentagen war sie regelmäßig Referentin. Hamideh Mohagheghi ist Mitglied des Arbeitskreises „Christen und Muslime“ im Zentralkomitee der deutschen Katholiken, sowie des Kuratoriums der Christlich-Islamischen Gesellschaft, des Kuratoriums des House of One in Berlin und des Sprecher*innenrates des Bundeskongresses der Räte der Religionen. Den Rat der Religionen Hannover vertritt sie als dessen Sprecherin. Auch in der Fernsehsendung Wort zum Freitag referierte sie. Mohaghegi wurde vom damaligen Bundesinnenminister Thomas de Maizière als Teilnehmerin der zweiten Deutschen Islamkonferenz berufen. Ihr wurde am 4. Oktober 2016 von Bundespräsident Joachim Gauck das Bundesverdienstkreuz verliehen.
Sie ist verheiratet und hat zwei Töchter.

## Veröffentlichungen in Auswahl
- Fatima und Zainab: Vorbilder für Frauen im Aufbruch – theologische Grundlagen der Shi`a für die Partizipation der Frauen in der Gesellschaft am Beispiel Iran. In: Janbernd Oebbecke, Muhammad Sven Kalisch, Emanuel Towfigh (Hrsg.): Die Stellung der Frau im islamischen Religionsunterricht. Dokumentation der Tagung am 6. Juli 2006 an der Universität Münster (= Islam und Recht. Bd. 5). Lang, Frankfurt am Main u. a. 2007, ISBN 978-3-631-56352-6, S. 87–94.
- als Herausgeberin mit Daniela Kästle und Martina Kraml: Heilig – Tabu. Christen und Muslime wagen Begegnungen (= Kommunikative Theologie. Bd. 13). Matthias-Grünewald-Verlag, Ostfildern 2009, ISBN 978-3-7867-2784-2.
- mit Dietrich Steinwede: Was der Koran uns sagt. Für Kinder in einfacher Sprache. Bayerischer Schulbuchverlag, München 2010, ISBN 978-3-7627-0421-8.
- mit Klaus von Stosch: Moderne Zugänge zum Islam. Plädoyer für eine dialogische Theologie (= Beiträge zur komparativen Theologie. Bd. 2). Schöningh, Paderborn u. a. 2010, ISBN 978-3-506-76966-4.
- Vielfalt der Religionen als eine Chance für das friedliche Zusammenleben – aus islamischer Perspektive. In: Wolfram Weiße, Hans-Martin Gutmann (Hrsg.): Religiöse Differenz als Chance? Positionen, Kontroversen, Perspektiven (= Religionen im Dialog. 3). Waxmann, Münster u. a. 2010, ISBN 978-3-8309-2342-8, S. 119–130.
- mit Dietrich Steinwede: Sein sind die schönsten Namen. Texte des Koran in einfacher Sprache. Ausgewählt und übertragen. Patmos, Ostfildern 2011, ISBN 978-3-8436-0002-6.
- Religionssensible Schulkultur aus der Sicht muslimischer Familien. In: Gudrun Guttenberger, Harald Schroeter-Wittke (Hrsg.): Religionssensible Schulkultur (= Studien zur Religionspädagogik und Praktischen Theologie. Bd. 4). IKS Garamond, Jena 2011, ISBN 978-3-941854-54-3, S. 307–314.
- Gleichberechtigte Teilhabe der Frauen in der Gesellschaft – Einblicke in den Qur'an und historische Beispiele. In: Christine Gerber, Silke Petersen, Wolfram Weiße (Hrsg.): Unbeschreiblich weiblich? Neue Fragestellungen zur Geschlechterdifferenz in den Religionen (= Theologische Frauenforschung in Europa. Bd. 26). Lit, Münster 2011, ISBN 978-3-643-11069-5, S. 177–194.
- Rut. In: Bernhard Dressler, Harald Schroeter-Wittke (Hrsg.): Religionspädagogischer Kommentar zur Bibel. Evangelische Verlags-Anstalt, Leipzig 2012, ISBN 978-3-374-03031-6, S. 97–102.
- Der „Islam“ in Navid Kermanis literarischen Schriften. In: Michael Hofmann, Klaus von Stosch (Hrsg.): Islam in der deutschen und türkischen Literatur (= Beiträge zur komparativen Theologie. Bd. 4). Schöningh, Paderborn u. a. 2012, ISBN 978-3-506-77133-9, S. 259–266.
- Der Dialog der Religionen. Motor erfolgreicher Integration und Veränderung der Gesellschaft. In: Jürgen Manemann, Werner Schreer (Hrsg.): Religion und Migration heute. Perspektiven – Positionen – Projekte. (Norbert Trelle, Bischof von Hildesheim, zum 70. Geburtstag) (= Quellen und Studien zur Geschichte und Kunst im Bistum Hildesheim. 6). Schnell + Steiner u. a., Regensburg 2012, ISBN 978-3-7954-2672-9, S. 28–38.
- „Wir sind Kritiker nicht Gegner“. Befreiungsgedanken von Mohammad Mojtahed Schabestari und Hojatolislam Mohsen Kadivar. In: Klaus von Stosch, Muna Tatari (Hrsg.): Gott und Befreiung. Befreiungstheologische Konzepte in Islam und Christentum (= Beiträge zur komparativen Theologie. Bd. 5). Schöningh, Paderborn u. a. 2012, ISBN 978-3-506-77317-3, S. 77–89.
- als Herausgeberin und Kommentatorin: Frauen für den Dschihad. Das Manifest der IS-Kämpferinnen. Herder, Freiburg (Breisgau) u. a. 2015, ISBN 978-3-451-34832-7 (In arabischer und deutscher Sprache).